# Hoogheemraadschap van Schieland
Het hoogheemraadschap van Schieland is ontstaan in 1273, toen het op 14 mei door Floris V met een privilege werd bekrachtigd. Het waterschap lag (globaal) tussen Rotterdam, langs de Hollandse IJssel met de Schielands Hoge Zeedijk, naar Gouda, langs de Gouwe naar Zoetermeer en dan terug naar Rotterdam. Het bevatte (onder andere) de polders Zuidplaspolder en Oostpolder.
Omstreeks dezelfde tijd werden het baljuwschap Schieland en het decanaat Schieland gesticht.
Na samenvoegen met het waterschap van de Krimpenerwaard op 1 januari 2005 is het onderdeel van het hoogheemraadschap van Schieland en de Krimpenerwaard.
De in 1273 (grotendeels al) ingedijkte vele verschillende gebiedjes werden door Floris V daarmee samengevoegd en onder één gezag gesteld. De gebieden waren op dat moment nog lang niet geheel ontwaterd en droog. Het doel van het privilege was om de dijkplicht van de inwoners te controleren en zo nodig af te kunnen dwingen. Deze werd na verkoop van stukken gebied nogal eens verwaarloosd. De bescherming tegen het water van buiten was één zaak, maar evenzeer was ook de zorg voor het afvloeien van het overtollige water van de velden en akkers een tweede.
Het gebied stond in het begin, rond 1273, bekend als "liggende tussen Schie en Gouwe". Pas later na ontginning kreeg het de aanduiding van "land" en werd het bekend als "Schieland".

## Polders
Zie Lijst van polders in het voormalige Hoogheemraadschap Schieland